# Wok von Rosenberg

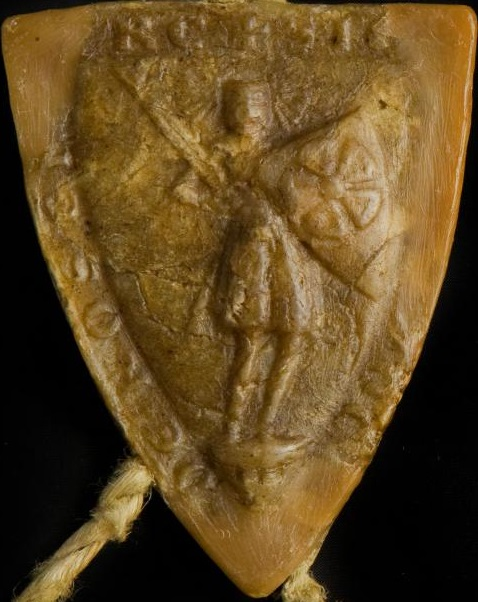
Siegel des Wok von Rosenberg

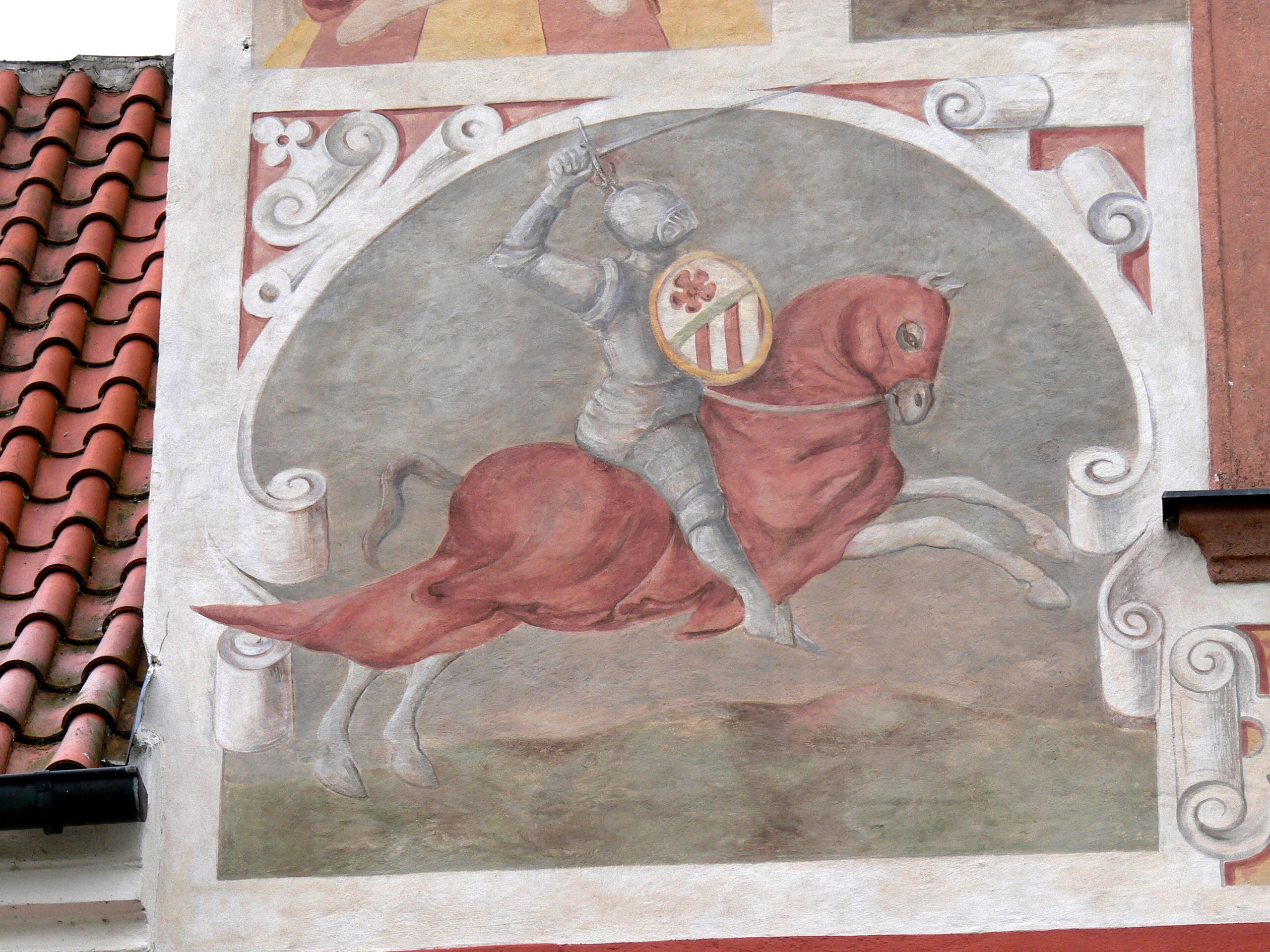
Wok von Rosenberg (Fresko des 17. Jh. am Kloster Hohenfurth)

Wok von Rosenberg (auch Wok I. von Rosenberg; tschechisch Vok z Rožmberka; Vok I. z Rožmberka; * um 1210; † 3. Juni 1262 in Graz) war Oberster Marschall des Königreichs Böhmen und Landeshauptmann der Steiermark.

## Leben
Wok entstammte dem böhmischen Adelsgeschlecht der Witigonen. Seine Eltern waren Witiko von Prčice und Blankenberg und Kunigunde von Schönhering. Sein Vater begründete den witigonischen Familienzweig der Rosenberger und Wok war der erste, der das Prädikat „von Rosenberg“ benutzte. Dieses leitete er von der gleichnamigen Burg Rosenberg ab, die von ihm oder seinem Vater nach 1225 errichtet worden sein soll.
Erstmals erwähnt wurde er als „Woko de Rosenberch“ am 22. Juni 1250 in einer Urkunde König Wenzels I., mit der dieser dem Prager Domkapitel die St.-Bartholomäus-Kapelle des Veitsdoms stiftete. Allerdings wurde er schon für das Jahr 1246 in dem gereimten Fürstenbuch erwähnt, das der Wiener Jans der Enikel vermutlich zwischen 1280 und 1290 verfasste. Darin wird die Schlacht bei Laa an der Thaya beschrieben, die am 26. Januar 1246 zwischen dem österreichischen Heer Friedrichs des Streitbaren und dem böhmischen Heer unter Führung Ulrichs von Kärnten, des ältesten Sohnes des Kärntner Herzogs Bernhard von Spanheim, stattfand und bei dem Wok eine prächtige Rüstung getragen haben soll. Es ist nicht bekannt, ob diese Dichtung den historischen Tatsachen entspricht.
Am 7. Juni 1255 wurde Wok vom böhmischen König Ottokar II. Přemysl zum Obersten Marschall des Königreichs Böhmen ernannt. In dieser Position musste er König Ottokar im selben Jahre auf dessen Zug gegen die heidnischen Pruzzen begleiten, mit dem der Deutsche Orden unterstützt werden sollte. Nach dem Tod seines Vaters 1256 übernahm Wok die Funktionen eines Hauptmannes und Landrichters für den Distrikt ob der Enns. Im selben Jahr bestätigte er in Linz dem Abt von Zwettl die Mautfreiheit für das Klostersalz.
In den kämpferischen Auseinandersetzungen Ottokars um die Reichskrone kam es 1256 an der böhmisch-bayerischen Grenze bei Burghausen zu einem bewaffneten Gefecht, an dem Wok mit seinem Heer beteiligt war. Am 23. April 1257 bezeugte er das zwischen Ottokar und dem Passauer Bischof Otto von Lonsdorf geschlossene Schutz- und Trutzbündnis. Im August desselben Jahres kämpfte er mit Ottokar gegen den niederbayerischen Herzog Heinrich XIII. Ottokars Heer gelang es, bis Altfraunhofen vorzurücken, das südlich von Heinrichs Residenzstadt Landshut liegt. Mit Unterstützung seines Bruders Ludwig konnte Heinrich Ottokars Heere 1258 bei Mühldorf am Inn zurückschlagen. Nach der Niederlage flüchteten der König sowie Wok und weitere Adelige in das damals zum Erzbistum Salzburg gehörende Mühldorf, wo sie von den Gegnern eingeschlossen wurden. Nach neun Tagen gaben sie den Kampf auf und durften die Stadt verlassen. Im Oktober 1258 bestätigte Wok in Wels drei Urkunden Ottokars für das Stift Kremsmünster.
1260 kämpfte Wok an der Seite Ottokars in der Schlacht bei Kressenbrunn, in der die Böhmen und Steirer den ungarischen König Bela IV. besiegten. Zur Belohnung für seine Tapferkeit wurde er im selben Jahr von König Ottokar zum Richter des Landes ob der Enns ernannt und erhielt zudem die Herrschaft Raabs (tschechisch Rakous) als erbliches Lehen. Am 25. Dezember 1260 wurde er von Ottokar II. als Nachfolger Heinrichs I. von Liechtenstein zum Landeshauptmann der Steiermark (capitaneus Styrie) ernannt. Wegen verschiedener Rechtsstreitigkeiten hielt er im Juli 1261 einen Gerichtstag (Landtaiding) in Marburg und im Herbst desselben Jahres einen weiteren in Leoben ab.
Bereits 1259 stiftete Wok das Kloster Hohenfurth. Nach einer Überlieferung soll er es als Dank für seine wundersame Errettung aus den Fluten der Moldau errichtet haben. 1262 unterstützte er den Deutschen Ritterorden in Neuhaus, der vor 1237 von Heinrich I. von Neuhaus dorthin gerufen worden war. Wok starb am 3. Juni 1262 in Graz. Sein Leichnam wurde nach Hohenfurth überführt und in der von ihm angelegten Familiengruft der Klosterkirche bestattet. In den Nekrologien des Klosters wurde er gewürdigt.
Erbe und Nachfolger wurde Woks Sohn Heinrich I. von Rosenberg. Das von Wok erstellte Testament wurde in Graz verfasst und mit dem 4. Juni 1262 datiert. Da seine Richtigkeit nicht bezweifelt wird, handelt es sich vermutlich um einen Fehler in der Datierung. Testamentarische Zuwendungen erhielten die Klöster in Schlägl und in Alttabor. Das Amt des steirischen Landeshauptmanns übertrug König Ottokar II. dem Olmützer Bischof Bruno von Schauenburg.

### Gründungen und Besitzungen

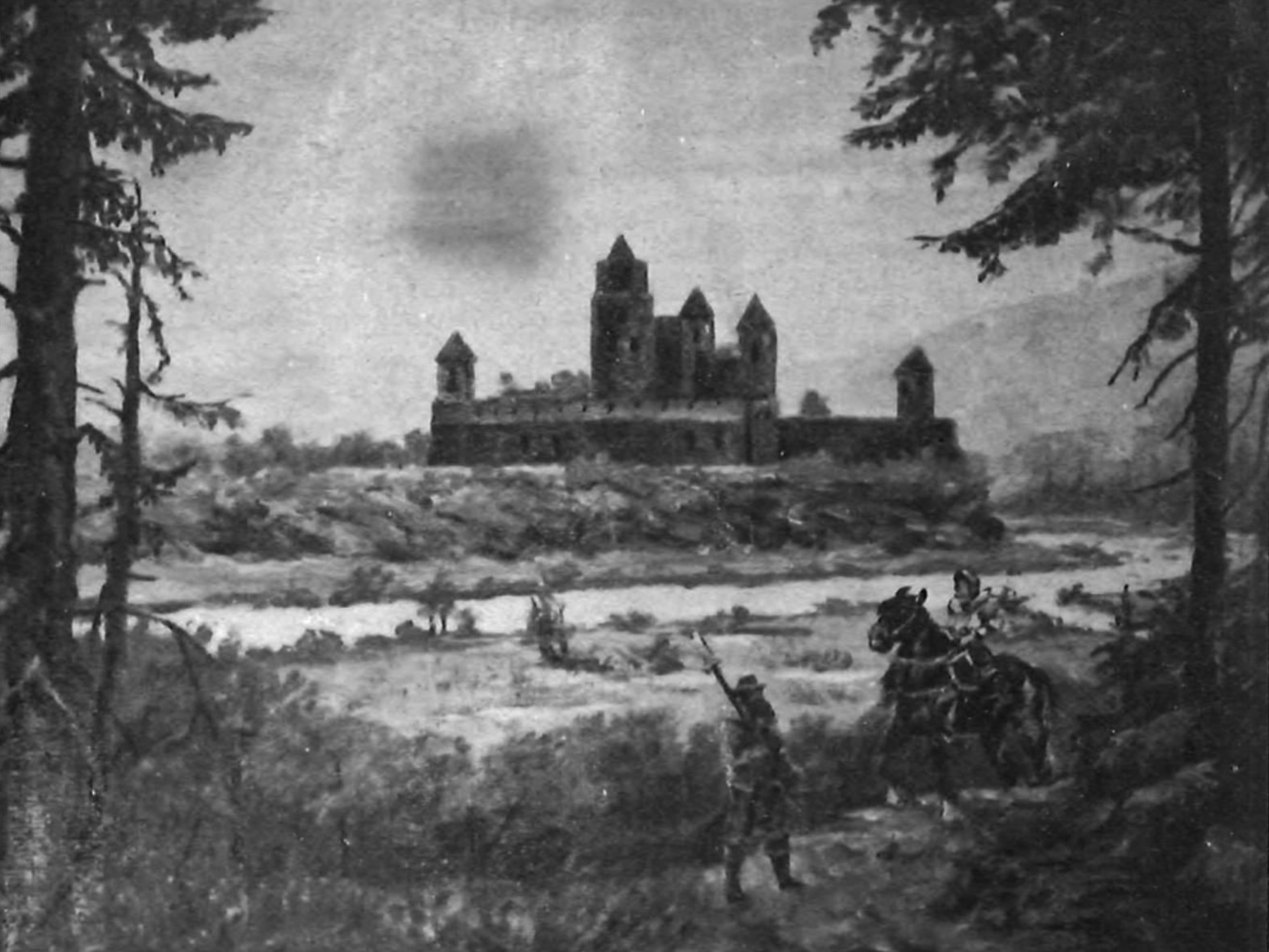
Burg Wogendrüssel in Prudnik

Wok erwarb sich große Verdienste um die Kolonisation Südböhmens. Neben dem bereits erwähnten Kloster Hohenfurth, um das sich am rechten Ufer der Moldau das Städtchen Hohenfurth entwickelte, gründete er Rosenthal im Böhmerwald. Das von den Witigonen gegründete und später untergegangene Dorf Stradonice (heute Rožnov, Stadtteil von Budweis) erweiterte Wok um das Novum Forum und schenkte beides dem Kloster Hohenfurt. Im Zuge des in den schlesisch-mährischen Grenzwald vordringenden Landesausbaus errichtete er im Norden Mährens als Stützpunkt die Burg Wogendrüssel, um die sein Sohn Heinrich vor 1302 das Städtchen Prudnik gründete. Nach dem Tod seines Bruders Witiko von Příběnice erbte Wok die Herrschaft Příběnice.

### Fälschungen und Legenden
Woks Landeshauptmannschaft von Kärnten ist urkundlich nicht belegt. Sie wurde von dem rosenbergischen Archivar Václav Březan erstmals erwähnt und kam vermutlich durch Falsifikate zustande, die während der Regentschaft Ulrichs II. in dessen Kanzlei angefertigt worden waren. Auch bei der Urkunde vom 23. Juni 1264, mit der Ottokar II. Wok und seine Nachkommen zum Höchsten Burggrafen und zum Höchsten Richter des Königreichs Böhmen ernannt und ihm gleichzeitig die Burg Sokolčí sowie die Feste Přenice(?) geschenkt haben soll, handelt es sich um eine Fälschung. Deshalb entsprechen auch die mit der Urkunde den Rosenbergern erteilten weiteren Rechte und Privilegien nicht den Tatsachen.
Mit einer ebenfalls gefälschten Urkunde, die auf den 14. November 1264 datiert wurde, soll Ottokar II. das Kloster Goldenkron in den Schutz Woks und seiner Nachkommen gestellt und ihm für die Ländereien des Klosters das Jagdrecht erteilt haben. Dieser Sachverhalt soll vom böhmischen König Johann von Luxemburg mit einer Urkunde vom 17. September 1333 bestätigt worden sein. Auch diese Urkunde wurde später von den Historikern relativ einfach als ein Falsifikat erkannt. Den Fälschern ist offensichtlich entgangen, dass Wok zum Zeitpunkt der ersten Urkunde von 1264 bereits seit zwei Jahren tot war. Wegen der gefälschten Urkunden nahm jedoch der Archivar Václav Březan an, die Rosenberger seien die Fundatoren des Klosters gewesen. Diese Annahme verbreitete er mit dem von ihm 1609 verfassten summarischen Auszug aus seiner nicht erhaltenen Rosenberger-Chronik. Wahrer Stifter des Klosters war der böhmische König Ottokar II., der mit der Gründung des Klosters, dessen Ländereien an die rosenbergischen Besitzungen reichten, vermutlich auch die Expansion der Rosenberger behindern wollte. Demgegenüber steht fest, dass das Kloster unter den Rosenbergern zu leiden hatte. Ulrich II. eignete es sich während der Hussitenkriege an und war nicht bereit, es zurückzugeben und fälschte darum zwei weitere Urkunden.

## Familie
Wok war mit Hedwig (Hedvika ze Schaunberka), Witwe des Heinrich von Kuenring, verheiratet. Deren Eltern waren Heinrich von Schaunberg und Hailwig von Plain. Der Ehe mit Wok entstammten die Söhne:
- Heinrich I. von Rosenberg († 1310)
- Witiko VI. von Rosenberg († 1277)

Nach Woks Tod vermählte sich Hedwig in dritter Ehe mit Friedrich von Stubenberg, mit dem sie in der Steiermark lebte. Im Jahre 1300 erhielt sie von ihrem Sohn Heinrich die lebenslange Nutznießung der Herrschaften Eibenstein und Plessberg in Österreich sowie Stopnitz in Böhmen. Sie starb am 13. Februar 1315 und wurde in der Stiftskirche in Rein bestattet.